# بدوستمون مزدوج الصفوف
بدوستمون مزدوِج الصفوف أو عشبة النهر مزدوِجة الصفوف (الاسم العلمي:Podostemum distichum) هو نوع من النباتات يتبع جنس البدوستمون من الفصيلة البدوستمونية.